# 1-甲基-1,4,7,10-四氮杂环十二烷
1-甲基-1,4,7,10-四氮杂环十二烷是一种胺类有机物，化学式为C9H22N4。它可由1,4,7,10-四氮杂环十二烷在硅基保护下和碘甲烷反应，再在酸性条件下水解脱保护制得；它也可由1,4,7,10-四氮杂环十二烷先后和乙二醛、碘甲烷和水合肼反应得到。它可以和高氯酸镍在乙醇中反应，得到黄色的[Ni(C9H22N4)](ClO4)2。